# Mario Ferri (politico 1927)
Mario Ferri (Grosseto, 11 gennaio 1927 – Grosseto, 8 maggio 1978) è stato un politico italiano.

## Biografia
Membro del Partito Socialista Italiano, Ferri ha ricoperto la carica di presidente della Provincia di Grosseto dal 1952 al 1967.
È stato senatore dal 1970 al 1972, subentrando a Giulio Maier, deceduto il 6 febbraio 1970, successivamente è stato eletto per due legislature alla Camera dei deputati, nel 1972 e nel 1976.
Dal 1955 al 1978 – fino alla morte avvenuta a 51 anni l'8 maggio per infarto – fu il presidente dell'Unione Sportiva Grosseto, portando la squadra dai campionati provinciali a disputare la serie C negli anni sessanta e settanta.